# Limbani (distrito)
Limbani é um distrito do Peru, departamento de Puno, localizada na província de Sandia.

## Transporte
O distrito de Limbani é servido pela seguinte rodovia:
- PU-108, que liga a cidade de Alto Inambari  ao distrito de Coasa
- PU-106, que liga a cidade de Phara  ao distrito de Crucero [1][2][3]